# NGC 1494
NGC 1494 ist eine Balken-Spiralgalaxie vom Hubble-Typ SBcd im Sternbild Pendeluhr am Südsternhimmel. Sie ist schätzungsweise 43 Millionen Lichtjahre von der Milchstraße entfernt und hat einen Durchmesser von etwa 55.000 Lichtjahren. Gemeinsam mit NGC 1483, NGC 1493, IC 2000, PGC 13979 und PGC 14125 bildet sie sie NGC 1493-Gruppe (LGG 106).
Das Objekt wurde von dem Astronomen John Herschel am 28. Dezember 1834 mit seinem 47,5-cm-Spiegelteleskop entdeckt.